# Смолер, Корла Ян
Корла Ян Смолер (в.-луж. Korla Jan Smoler, 10 февраля 1791 года, деревня Злычин, Лужица, Саксония – 3 января 1848 года, деревня Лаз, Лужица, Саксония) – серболужицкий педагог и культурный деятель. Один из основателей серболужицкой культурно-просветительской организации «Матица сербская». 
Родился 10 февраля 1791 года в серболужицкой деревне Злычин в семье ткача и сельского старосты. Обучался в педагогических училищах в населённых пунктах Вульки-Вельков и Дельни-Вуезд. После получения педагогического образования был учителем в селе Лаз, где преподавал до своей смерти в 1848 году.   
Сотрудничая с редактором еженедельника «Tydźenskeje Nowiny» Гандрием Зейлером, опубликовал на страницах этого издания многочисленные статьи. Принимал участие в организации серболужицких хоров. В 1847 году был одним из организаторов культурно-просветительской организации «Матица сербская».
Отец основоположника серболужицкого языкознания Яна Арношта Смолера.